# ガーウィルガル

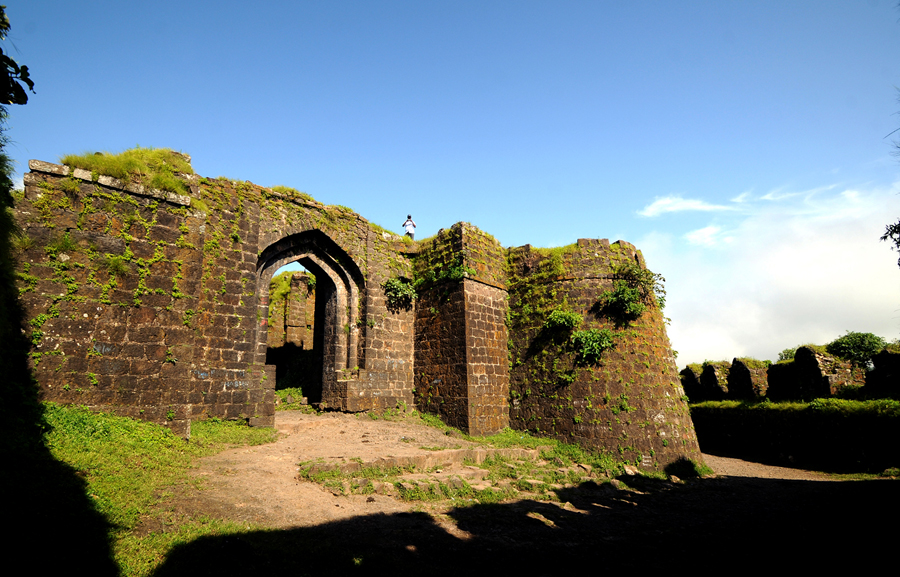
ガーウィルガル

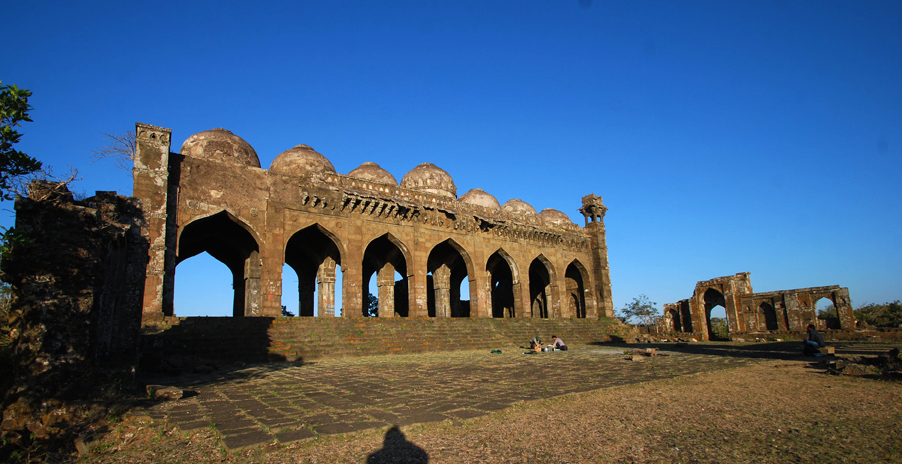
ガーウィルガルの内部

ガーウィルガル（マラーティー語：गाविलगड、Gawilgarh）は、インドのマハーラーシュトラ州、アムラーワティー県にある城塞。ガーウィルガド（Gawilgad）とも呼ばれる。

## 歴史
1425年、バフマニー朝の君主アフマド・シャー1世によって建設された。
1803年、第二次マラーター戦争中、アーサー・ウェルズリーはこの城に立てこもったマラーター軍を撃滅した（ガーウィルガル占領）。
戦争後、ガーウィルガルはマラーターに城は返却されたが、城は廃城となり、補強もされなかった。